# Clematis formosana
Clematis formosana là một loài thực vật có hoa trong họ Mao lương. Loài này được Kuntze mô tả khoa học đầu tiên năm 1896.

## Hình ảnh

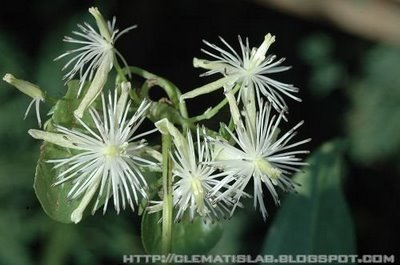